# 帕纳
帕纳（Panna），是印度中央邦帕納县的一个城镇。总人口60446（2017年）。該城鎮以豐足的鑽石礦聞名全國，並且因為境內的帕納亞州虎保育園區吸引不少觀光客。區民多以礦業與觀光業謀生。

## 人口
该地2001年总人口45666人，其中男性24033人，女性21633人；0—6岁人口6284人，其中男3382人，女2902人；识字率73.88%，其中男性为79.86%，女性为67.25%。